# Firmat
Firmat is een plaats in het Argentijnse bestuurlijke gebied Gral. López in de provincie Santa Fe. De plaats telt 25.000 inwoners.
De plaats Firmat kwam in oktober 2007 in het nieuws toen een filmpje de wereld rondging waarin een schommel in een speeltuin uit zichzelf leek te bewegen.

## Geboren
- Walter Samuel (23 maart 1978), voetballer